# イースターエッグ

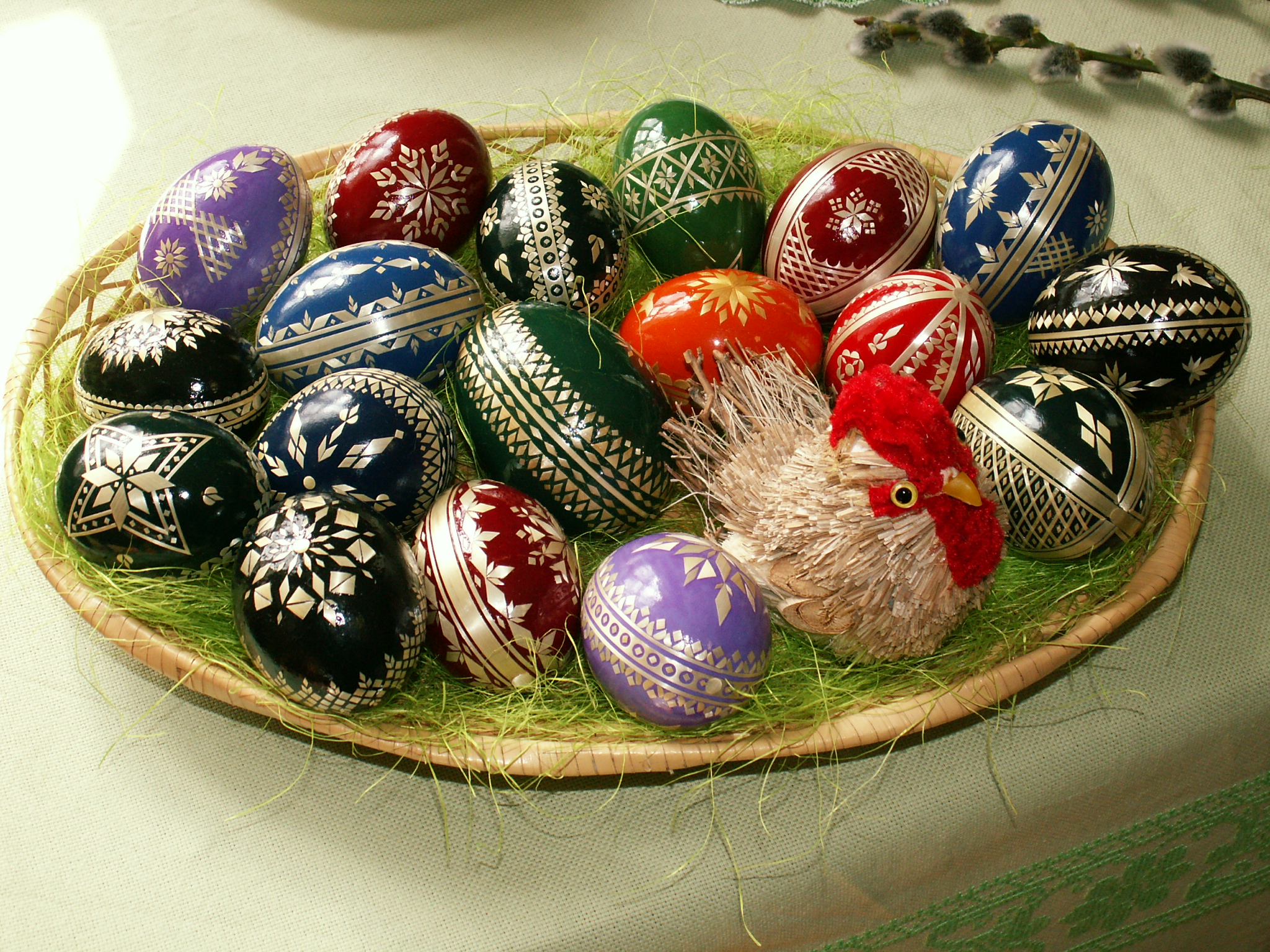
Hanácké kraslice 麦わらで飾られたイースターエッグ、チェコ

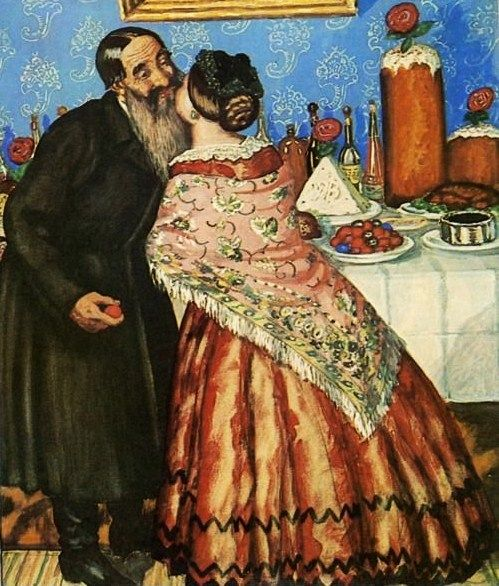
『復活大祭の挨拶』（ボリス・クストーディエフ画）。テーブルの上にピラミッド形の菓子パスハ（左）と、クリーチ（右）が描かれている。ロシアなどに見られる「ハリストス復活！」「実に復活！」と挨拶し合って互いの頬に接吻する正教会の習慣を描いたもの。男性の手にはイースターエッグが描かれている。

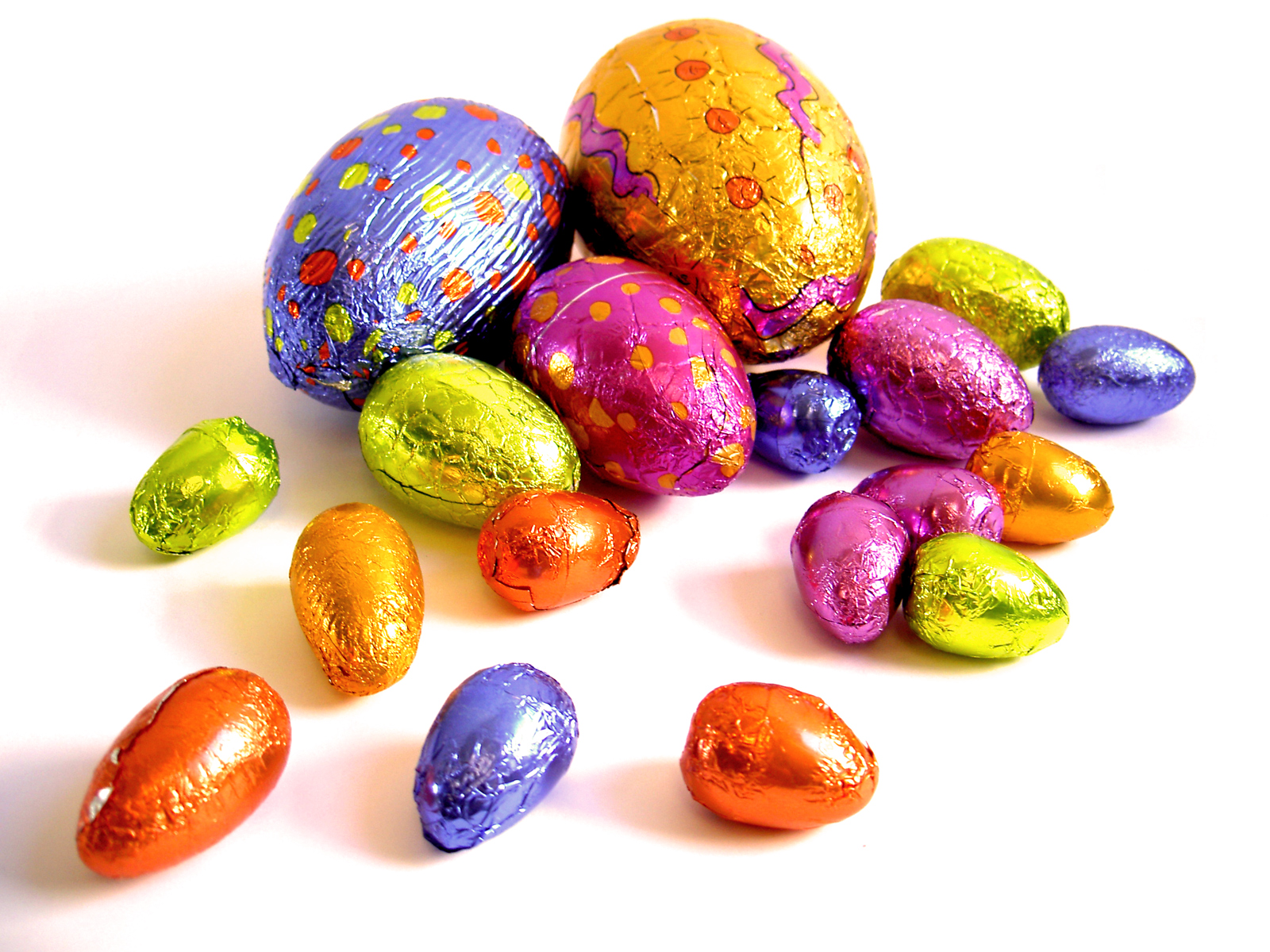
チョコレートのイースターエッグ

イースターエッグ（英語: Easter egg、復活祭の卵）とは、復活祭（イースター）の休日もしくは春を祝うための、特別に飾り付けられた鶏卵である。

## 概要
元来染めたり塗ったりした鶏卵（ゆで卵）を使うが、現代では卵アレルギーの懸念などから、チョコレートで作られた卵や、ジェリービーンズなどのキャンディを詰めたプラスチックの卵で代用するようになってきた。プラスチックの卵には現金を入れることもある。
菓子を詰めたイースターエッグについては、カラフルなホイルで包まれ中が空洞になったチョコレートの卵といったように、菓子業界があらゆる形のものを提供している。砂糖細工やペーストリーの装飾技術を駆使した繊細な作りのものもある。
よくあるゼリーの卵やジェリービーンズは、ペクチンのキャンディを砂糖でコーティングしたもの（糖衣）である。英語圏やドイツにはこれらの卵をイースターバニーというウサギが隠すという伝承があり、復活祭の朝に子供たちは隠された卵を探す。フランスやイタリアでは教会の鐘が運んでくることになっている。卵は屋外に（天気が悪ければ屋内に）隠される。誰が一番多くの卵を集められるか、競争をするときもある。
正教会やカトリック教会などでは、復活祭の礼拝中に、卵の祝福（成聖・祝別）を行う。

## 歴史
卵を飾る習わしは、キリスト教および復活祭よりもかなり古くから存在する。卵とウサギは、古来より豊壌のシンボルだった。ユダヤ教の過ぎ越しの祭の正餐（セーデル・シェル・ペサハ）では、塩水で味付けをした固ゆで卵が、エルサレムでの新しい命と信仰のシンボルとして食べられる。中央アジアの新年ノウルーズの象徴的な食卓にも卵が必須である。
イースターエッグの起源を語る物語は数多く存在する。1つには、イエス・キリストの復活は赤い卵と同様ありえないとある皇帝が言ったため（マグダラのマリア参照）、さらに言えば、イースターエッグの伝統は四旬節の間の節制（断食）が終わることを祝うためである。西方教会では、卵は「肉類」と同様に見られ、四旬節の間は食べることを禁じられるのである。同様に東方教会では、血を流さずに採られる卵は酪農食品（乾酪）に分類され、大斎中は肉や魚とともに禁食の対象となる。
もう一つの根強い伝統は、イースターを祝うとき友人に赤く染めた卵を贈るというものである。この習慣はマグダラのマリアに起源を持つ。キリストの昇天の後、彼女はローマ皇帝の元に赴き、赤い卵を贈って「イエスが天に上げられた」ことを示した。それから彼女は彼にキリスト教を説き始めたのである。卵が象徴するものは、墓と、そこから抜け出すことによって復活する命である。
赤は、卵で示されるように、キリストの血によって世界が救われることを表し、またキリストの血によって人類が再生することを表している。卵そのものが復活のシンボルであり、休止の間もその内側に新しい生命を宿している。卵を固ゆでにするのは鶏が生み出した食べ物を浪費しないためで、同じ理由からスペインの伝統的な復活祭の料理オルナソ（hornazo）は固ゆで卵を主要な材料とする。
イギリス北部ではイースターの時期にエッグ・ジャーピング（egg-jarping）、エッグ・タッピング（egg-tapping）またはエッグ・ダンピング（egg dumping）として知られる伝統的なゲームが行われる（卵の戦いを参照）。固ゆでの卵が配られ、個々のプレーヤーは自分の卵を他のプレーヤーの卵にぶつけるのである。最後まで無傷な卵の持ち主が勝者となり、敗者は自分の卵を食べる。このゲームはブルガリアや他の国でも見られ、アフガニスタンでも新年を祝って行われる。
また、アメリカ合衆国では野原に卵を散らばして、それを探す「エッグハンティング」大会が行われ、中でも1985年4月に開催された「ガリソン・エッグハンティング大会」では、ゆで卵延べ7万2000個と飾り卵4万個を散らばして行われ、ギネスブックに掲載された。

## 他の装飾技術

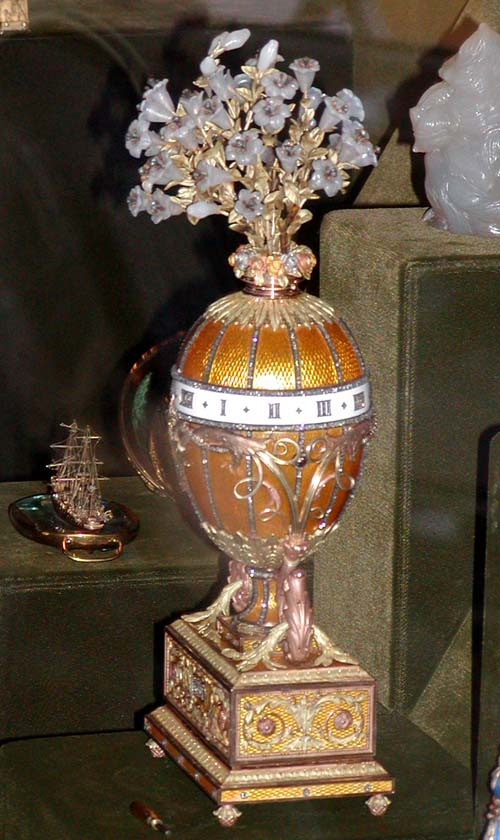
ピーター・カール・ファベルジェの作ったインペリアル・イースターエッグ

イースターエッグは、スラブ諸国の民間伝承では新しい命のシンボルとして広く一般化している。ピサンカとして知られるバティック模様の装飾は、複雑にきらきら輝く卵を作り出す。27フィート（9m）のピサンカの彫刻が、カナダのアルバータ州ヴェグレヴィル（Vegreville）にある。ウクライナのプィーサンカ（ピサンカとも）など、生の卵に装飾をする地方も存在する。名高いファベルジェの工房では、見事な宝飾品のインペリアル・イースター・エッグをロシア宮廷のために作製した。
他にも多くの装飾技術があり、友情や愛情、交情の証として卵を贈る伝統が数多く見られる。イギリスのいくつかの地域（スコットランドやイングランド北東部など）では、イースターの日曜日に小高い丘の上から装飾卵を転がし落とす伝統がある。
アメリカでは、このイースターのエッグ・ロールはしばしば、平らな地面の上でスプーンで押しながら転がされる。ホワイトハウスでは芝生の上で行われ、年中行事としてたいへん愛されている。
イースターエッグの固ゆで卵によくある褐色は、タマネギの皮と一緒に卵を茹でることで得られる。イングランド北部では、これらはペース・エッグ（pace-egg）またはペースト・エッグ（paste-egg）と呼ばれる。通常は上述のエッグ・ジャーピングのゲームの後に食べられる。
スコットランドでは、イースターの時期になるとフィッシュ&チップスの店でチョコレートのイースターエッグの揚げ物が売り出される。これはスコットランド北東部のテイクアウト店で非常にポピュラーな「揚げマーズバー」の応用として発明された。

## 鳴るイースターエッグ
鳴るイースターエッグは、視覚に障害を持つ子供たちがイースターエッグを探し出せるよう、さまざまな音を発信する。通常は、一つの高音を単純に反復するが、和音を鳴らす卵もある。

## ギャラリー

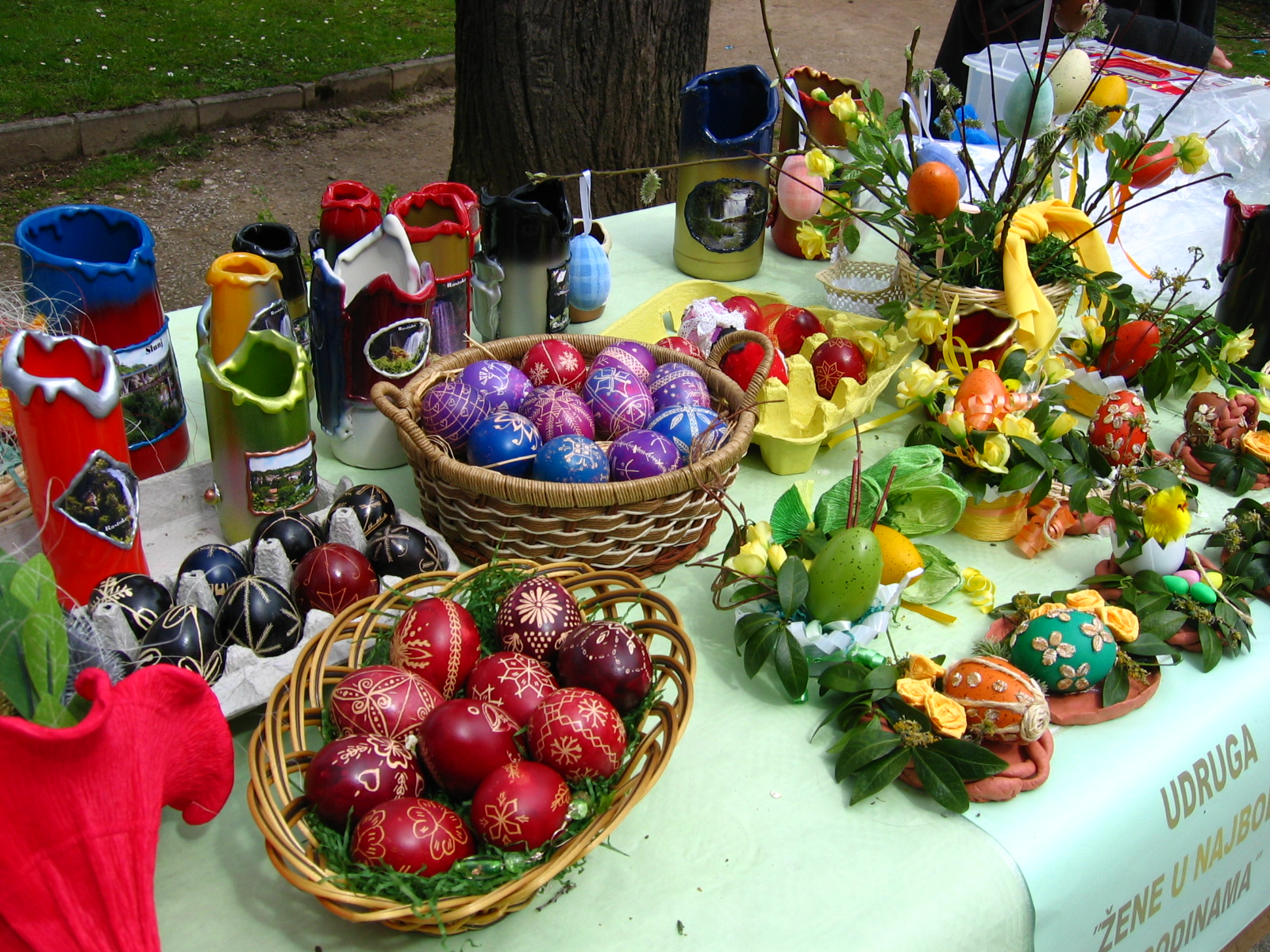
クロアチアのイースターエッグ
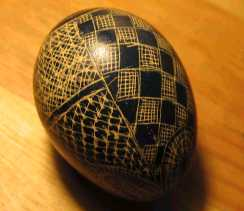
ポーランドのドラパンカ(Drapanka)
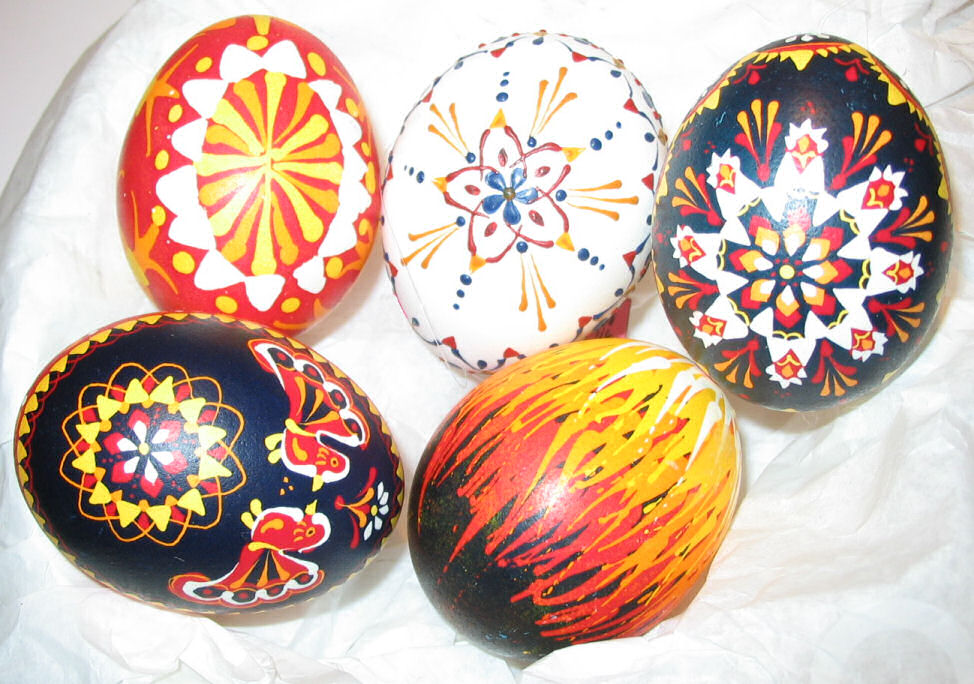
セルビア風のイースターエッグ
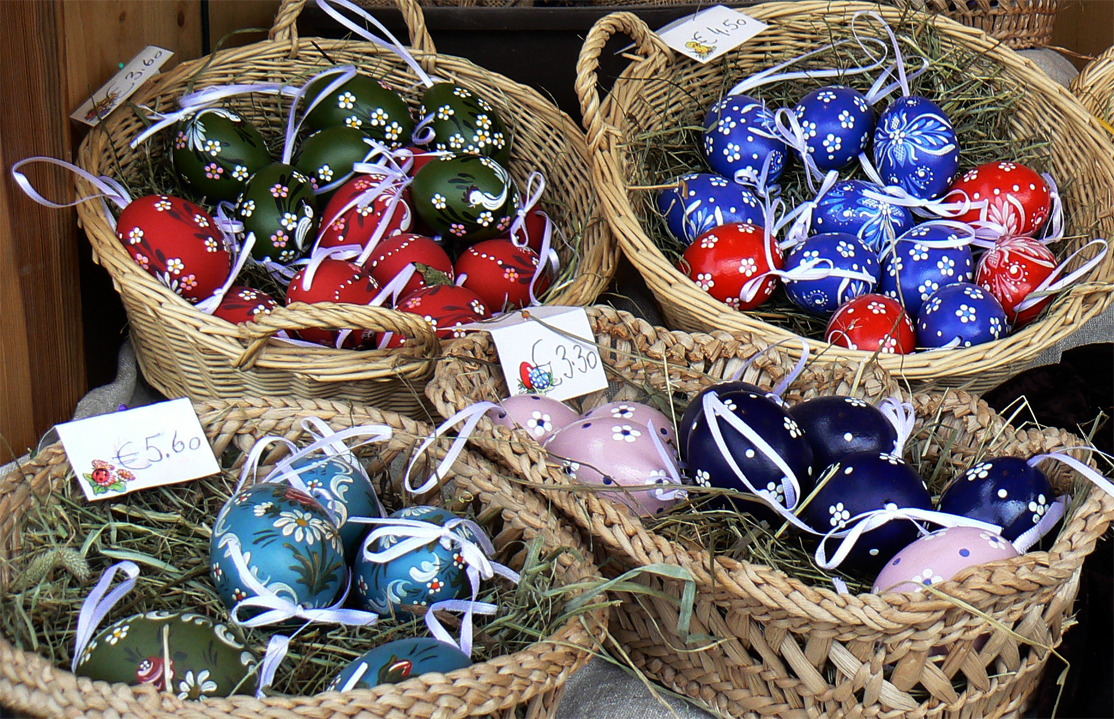
ウィーンのイースターエッグ
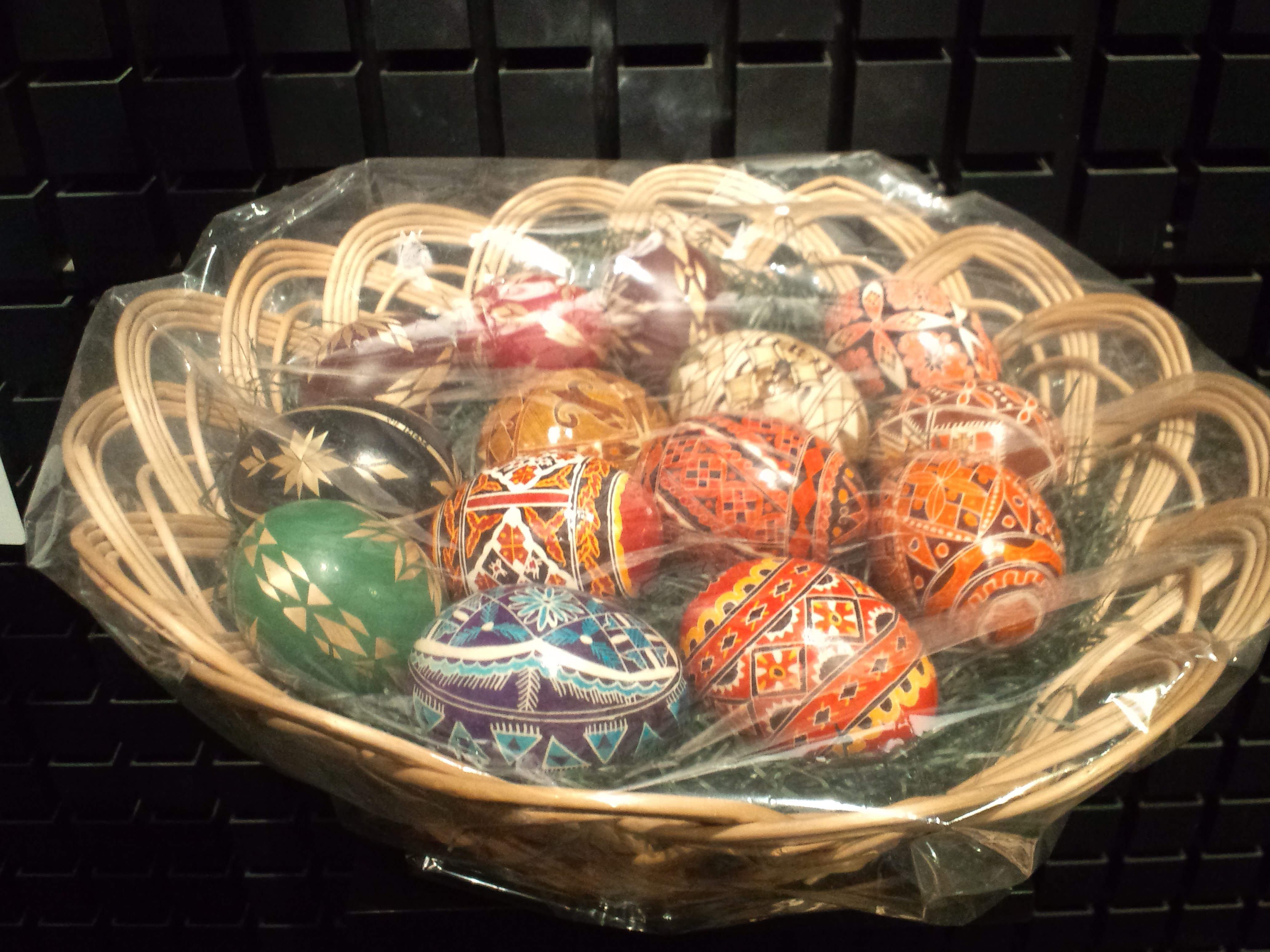
ルーマニアのイースターエッグ
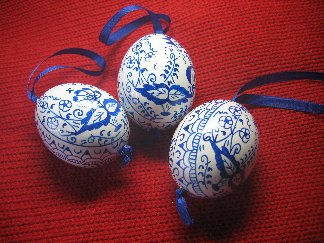
チェコのイースターエッグ
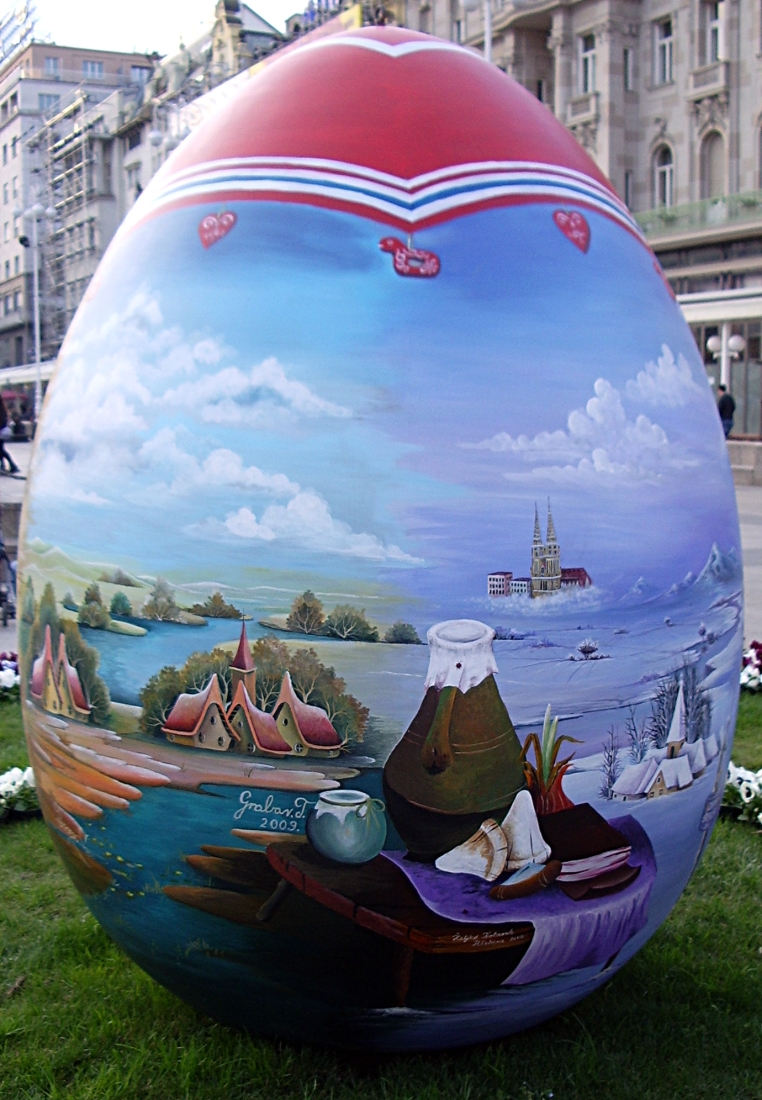
2009年にイェラチッチ広場に置かれたイースターエッグ
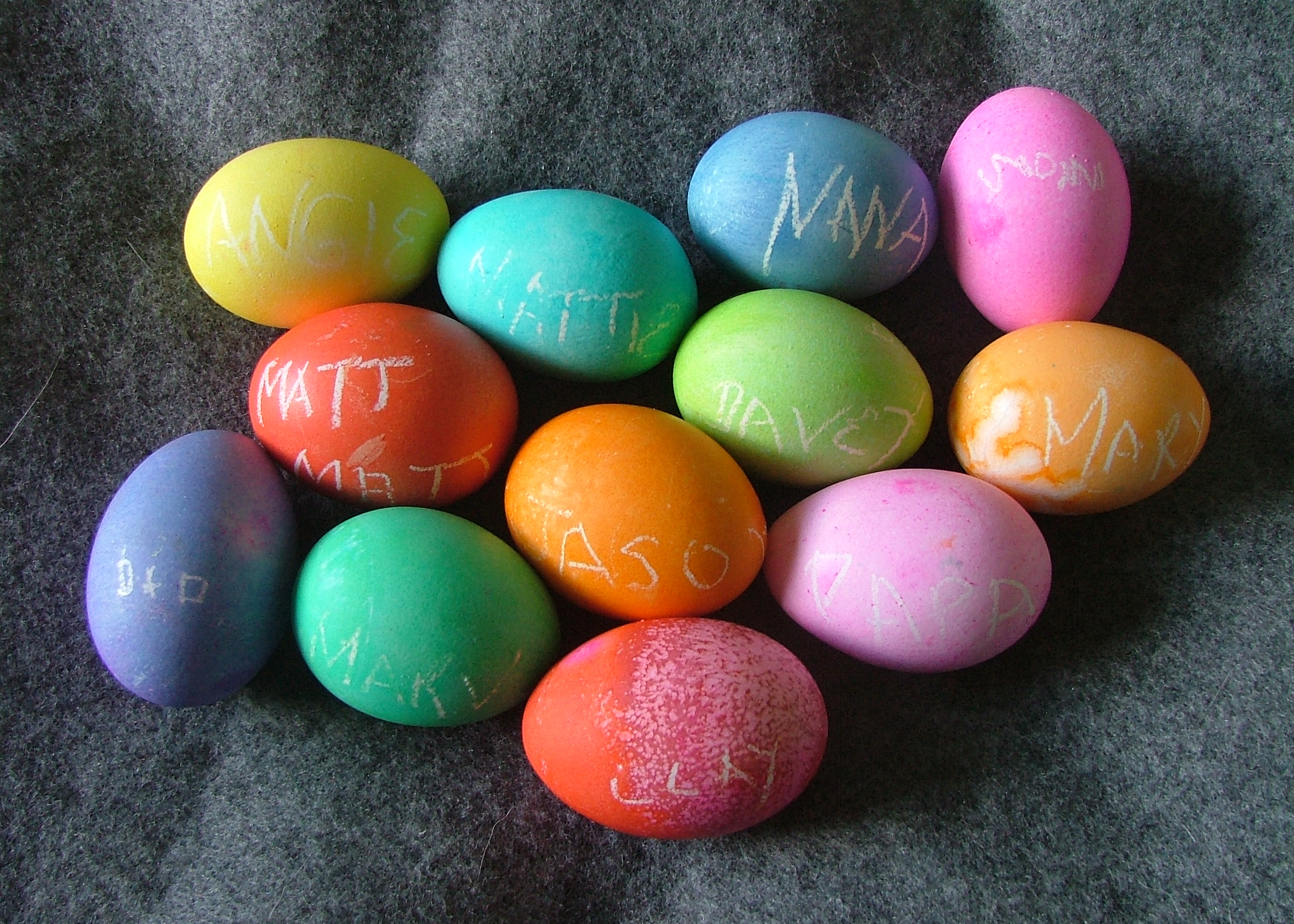
アメリカのイースターエッグ
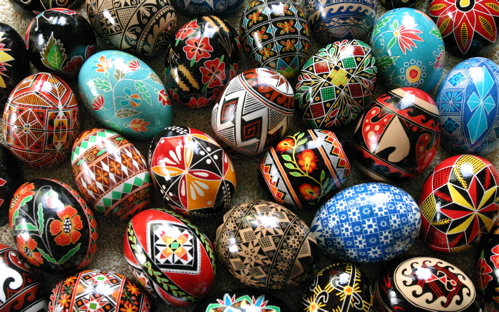
ウクライナのイースターエッグ
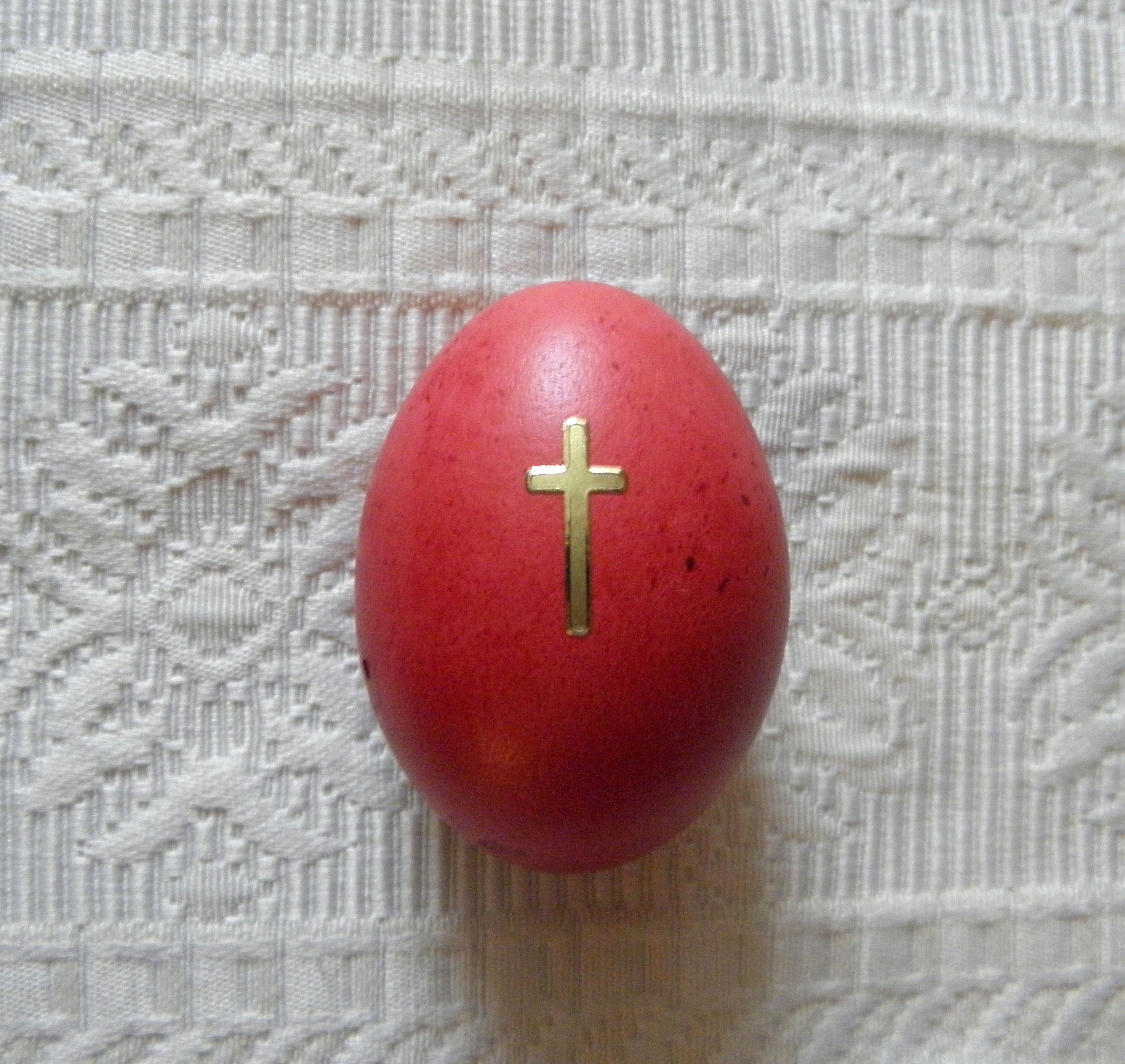
十字架の付けられたイースターエッグ